# Ока (тип судов)
«Ока» − (проект Р-86А) − тип речных сухогрузных теплоходов грузоподъёмностью 1450 тонн, мощностью 2x132 кВт, строившихся на Шиморском судоремонтном заводе в Шиморском.

## Конструкция
Средние мелкосидящие сухогрузные суда-площадки, с двойными бортами и двойным дном. Машинное отделение и надстройка расположены в кормовой части. Часть судов была дооборудованы для работы с баржей-приставкой. 
Дальнейшей модификацией является проект 81110, отличающийся увеличенной грузоподъемность и измененной надстройкой. 

## История
В 1990-х годах из-за отсутствия работы несколько судов были проданы из Московского пароходства на Дунай в Австрию и Болгарию, для работы в качестве паромов.
В 2000-х годах два судна были переоборудованы в нефтеналивные танкеры.